# 岐阜站前站
岐阜站前站（日语：／ Gifu-eki-mae eki */?）是位於岐阜縣岐阜市吉野町，名古屋鐵道岐阜市內線的電車站（廢站）。

## 概要
在此站的時間表中，只會記載前往黑野的直通電車時間表。在早上7時時段和日間早上10至下午4時時段沒有列出班次。在時間表下方設有告示板，當中會寫道「由於交通擠塞等原因，請注意：電車可能會在新岐阜站前折返。如果您趕時間的話，請前往新岐阜站乘車。沿路軌旁步行5分鐘便可到達。」。即是說，乘客有機會不能在此站乘車，而來自忠節方向的乘客也有機會不能在此站下車。
在2003年（平成15年）12月1日起，由於站前進行工程。新岐阜站前站至此站之間，直至2005年（平成17年）3月31日預定暫停服務。但是在2005年（平成17年）4月1日，由於岐阜市內線全線廢除，因此電車站實際上在2003年12月1日起已經被廢除。

## 歷史

岐阜站周邊的變遷

- 1913年（大正2年）8月21日 - 美濃電氣軌道（日语：美濃電気軌道）站前停留場啟用。而隨著省線岐阜站遷移，在當日前名為站前停留場的電車站改名為長住町停留場（後來名為新岐阜站前停留場）[2]。
- 1930年（昭和5年）8月20日 - 美濃電氣軌道與名古屋鐵道（第一代。同年中改名為名岐鐵道，在1935年起再改名為名古屋鐵道）合併。成為名古屋鐵道的岐阜市內線電車站[3]。
- 1943年（昭和18年）2月22日 - 與新岐阜停留場（鄰接舊・新岐阜站）合併[2]。
- 1948年（昭和23年）4月18日 - 改名為岐阜站前站[2]。
- 1952年（昭和27年）5月1日 - 電車站遷移至現地[2]。
- 2003年（平成15年）12月1日 - 隨著站前進行再開發工程而暫停營業[2]。
- 2005年（平成17年） 4月1日 - 隨著岐阜市內線全線廢除，此站也被廢除[2]。

## 電車站構造
截至電車站廢除前，此站是地面車站，設有1面1線的單式月台。此站是名鐵混合路權軌道區間中唯一設有安全地帶。在安全地帶處設有通道連接地下通道。另外，岐阜市內線晚期，新岐阜站前站、徹明町站和西野町站一度加設了臨時的安全地帶，而上述三站的安全地帶都是試驗性質，在結束試驗後被撤走。

### 配線圖
| ← 徹明町方向    | 岐阜站前站 站內配線略圖 |  |
| 图例 参考文献： |                         |  |

## 相鄰電車站
名古屋鐵道
■岐阜市內線
岐阜站前－新岐阜站前

## 注腳
1. ↑  間 貞麿. . 鐵道雜誌 (鐵道雜誌社). 1996-04, 30 (4): 66–73 （日语）.
2. 1 2 3 4 5 6  今尾惠介（監修）.  7号. 新潮社. 2008: 52. ISBN 978-4107900258 （日语）.
3. ↑  . 鄉土出版社（日语：郷土出版社）. 1997: 218–230. ISBN 4-87670-097-4 （日语）.
4. ↑  電氣車研究會（日语：電気車研究会），《鐵道畫刊（日语：鉄道ピクトリアル）》通卷第473號 1986年12月 臨時增刊号 「特集 - 名古屋鐵道」，附圖「名古屋鐵道路線略圖」